# Танковая армия

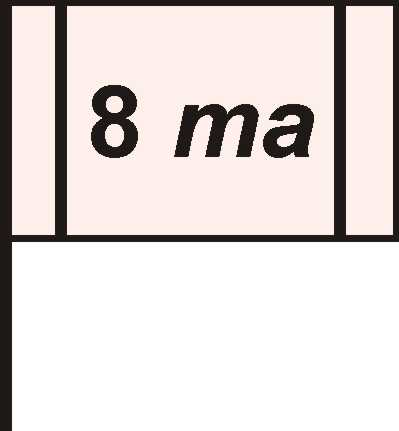
Советский (русский) условный (знак) танковая армия, применяемый в документах, Буквы должны быть заглавными — ТА.

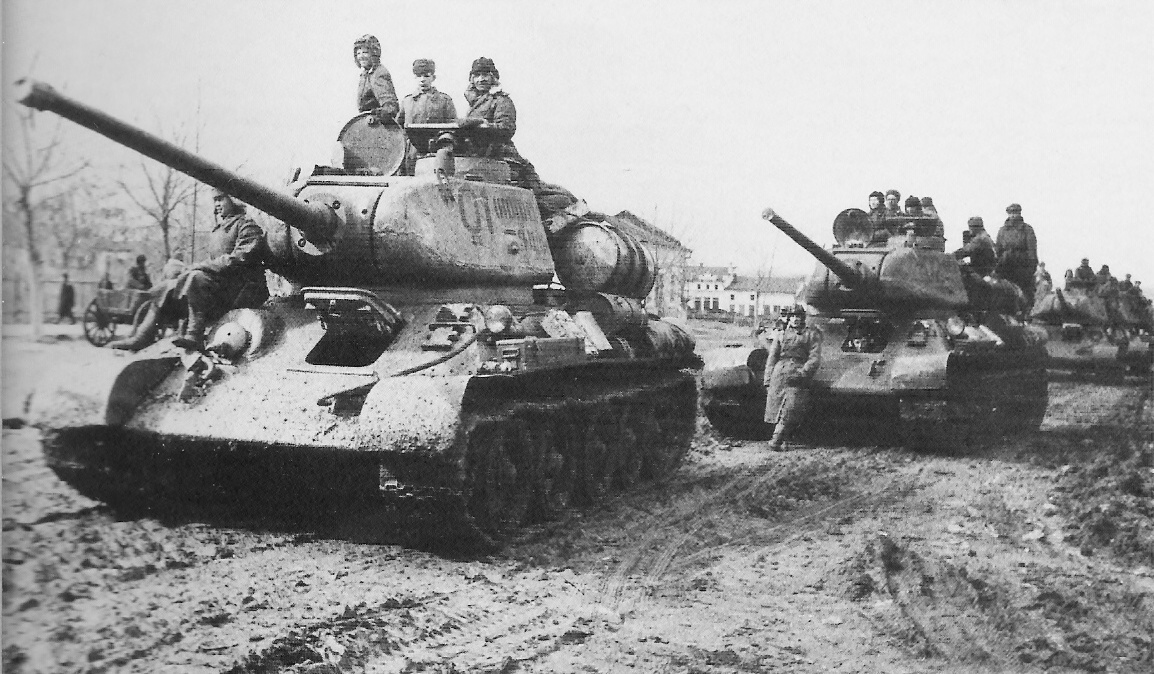
Танковая колонна из танков Т-34-85, зима 1943 — 1944 годов.

Танковая армия (ТА) — оперативное формирование (объединение, армия) танковых войск (ТВ), сухопутных войск (СВ) государства, предназначенная для выполнения оперативных, ранее (Великая Отечественная война) стратегических задач, то есть ведения военных (боевых) действий.
Танковая армия — самое крупное формирование в танковых войсках вооружённых сил государства, более крупное, чем танковая дивизия и танковый корпус. В годы Второй мировой войны танковые армии предназначались для решения задач самостоятельно и во взаимодействии с другими объединениями фронта (группы армий) или группы фронтов. В послевоенное время танковые армии существовали только в Вооружённых силах СССР.

## СССР

### История
ТА в советских ВС были созданы в период Великой Отечественной войны, первые танковые армии сформированы в мае — июне 1942 года, в соответствии с директивой Ставки Верховного Главнокомандования, как оперативное объединение РККА (советских СВ). На базе управлений армий формируются две первые танковые армии (3-я и 5-я) смешанного состава, чуть позже были сформированы ещё четыре армии (1-я, 2-я, 4-я и 5-я (второго формирования)). По директиве СВГК состав танковых армий был определён: управление, три танковых корпуса, резервная танковая бригада и одна или две стрелковые дивизии. Но при их сформировании управления фронтов не смогли обеспечить установленный армейский комплект, и состав каждой танковой армии получился различным, некоторые танковые армии включали танковый, кавалерийский корпуса и стрелковую дивизию. Наличие в составе танковой армии соединений с различными манёвренными возможностями и недостаток средств связи затрудняли их использование для развития успеха во фронтовых наступательных операциях. Это приводило к ослаблению силы и уменьшало глубину танковых ударов, и снижало результаты операций.
В январе 1943 года началось сформирование танковых армий однородного состава. В них входили управление, два танковых, один механизированный корпуса, отдельная танковая и 1 — 2 самоходные артиллерийские бригады, артиллерийские, зенитно-артиллерийские, инженерные и другие соединения и части. В танковой армии насчитывалось около 800 танков и САУ, до 750 орудий, миномётов и боевых машин реактивной артиллерии (БМРА). В большинстве наступательных операций танковые армии составляли подвижные группы фронтов и являлись главным средством развития успеха.
В 1946 года танковые и две общевойсковые армии были переименованы в механизированные армии. В 1947 году 9-я МехА и 10-я МехА были расформированы. В 1957 году механизированные армии частью были обратно переформированы в танковые, 3-я гв. МехА, 4-я гв. МехА и ОМехА были переформированы в общевойсковые.
По состоянию на середину 1980-х годов 2-я гвардейская танковая армия по своему составу фактически являлась общевойсковой армией. В то же время, несколько армий (3-я и 20-я гвардейская в составе Группы советских войск в Германии, 11-я гвардейская в Прибалтийском военном округе и 28-я в Белорусском военном округе) по соотношению мотострелковых и танковых дивизий в своем составе являлись танковыми.

### Состав
Организация и боевой состав танковых объединений совершенствовались в годы Великой Отечественной войны. ТА стали составлять организационную основу главных средств развития успеха фронтов. После Второй мировой войны ТА получили дальнейшее развитие. На их вооружение поступили новые мощные средства борьбы. Совершенствовалась организационная структура, повышалась огневая мощь, ударная сила, подвижность, способность выполнения задач в условиях применения противником как обычных средств поражения, так и оружия массового поражения (ОМП).
Состав 1-й ТА СССР/РФ
Танковая армия 1942 года состояла из:
- управления (штаба)
- нескольких соединений
  - танковый корпус
  - кавалерийский корпус
  - стрелковая дивизия
- отдельных частей различных родов войск и специальных войск[3]

По своему составу ТА отличались друг от друга.
В 1943 году танковая армия состояла из:
- управления (штаба)
- соединений
  - один или два танковых корпуса
  - механизированный корпус
  - отдельная танковая бригада
  - одна или две самоходные артиллерийские бригады
- артиллерийские, зенитно-артиллерийские, инженерные и другие соединения и части[3]

В 1980-х годах танковая армия включала в себя 1 — 4 танковых и до 3 мотострелковых дивизий. Общее количество дивизий могло быть от 2 до 4.

### Перечень (сокращённое наименование)

6-я гвардейская танковая армия, 9 августа 1945.

В годы Великой Отечественной войны в составе фронтов (групп армий) ВС СССР находилось 6 ТА:
- 1-я танковая армия (1 ТА)
- 2-я танковая армия (2 ТА)
- 3-я танковая армия (3 ТА)
- 4-я танковая армия (4 ТА)
- 5-я танковая армия (5 ТА)
- 6-я танковая армия (6 ТА)

К концу войны за мужество и героизм, проявленный личным составом ТА, все они были удостоены почётных званий гвардейских:
- 1-я гвардейская танковая армия (1 Гв. ТА), после окончания ВОВ вошла в состав ГСВГ
- 2-я гвардейская танковая армия (2 Гв. ТА), после окончания ВОВ вошла в состав ГСВГ, впоследствии, не меняя наименования, стала фактически ударной.
- 3-я гвардейская танковая армия (3 Гв. ТА), после окончания ВОВ вошла в состав ГСВГ, в 1979 году выведена в Белорусский военный округ и расформирована
- 4-я гвардейская танковая армия (4 Гв. ТА), после окончания ВОВ вошла в состав ГСВГ, в 1960 году преобразована в 20-ю Гвардейскую армию
- 5-я гвардейская танковая армия (5 Гв. ТА), после окончания ВОВ вошла в состав Белорусского военного округа
- 6-я гвардейская танковая армия (6 Гв. ТА), после окончания ВОВ вошла в состав Забайкальского военного округа, с 1960 года — в составе Киевского военного округа

Ещё две танковые армии были сформированы после войны и поэтому не были удостоены звания гвардейских:
- 7-я танковая армия (7 ТА), Белорусский военный округ, сформирована непосредственно по завершении Великой Отечественной войны на базе 65-й армии 2-го Белорусского фронта
- 8-я танковая армия (8 ТА), Прикарпатский военный округ, сформирована вскоре после завершения Великой Отечественной войны на базе 52-й армии

В 1980-е гг. ряд общевойсковых армий СВ СССР по своему составу также являлись танковыми:
- 3-я общевойсковая армия (ГСВГ)
- 11-я гвардейская общевойсковая армия (ПрибВО)
- 20-я гвардейская общевойсковая армия (ГСВГ) — бывшая 4-я гвардейская танковая армия
- 28-я общевойсковая армия (БВО)

В 2014 году Указом Президента России В. В. Путина была воссоздана 1-я гвардейская танковая армия в составе Западного военного округа.

## Германия
В Германии танковые армии (нем. Panzerarmee) были созданы в конце 1941 г. — начале 1942 г. на базе танковых групп (в 1944—1945 гг. в немецких сухопутных войсках было 6 танковых армий, каждая из которых включала 2—4 армейских и танковый корпуса).

### Перечень (сокращённое наименование)
В годы Второй мировой войны в составе фронтов (групп армий) вермахта находилось 5 танковых армий:
- 1-я танковая армия (1 ТА);
- 2-я танковая армия (2 ТА);
- 3-я танковая армия (3 ТА);
- 4-я танковая армия (4 ТА);
- 5-я танковая армия (5 ТА).

На севере Африки сражалась итало-немецкая отдельная танковая армия:
- Танковая армия «Африка» (ОТА «Африка»).

В войсках СС были сформированы две танковые армии:
- 6-я танковая армия СС (6 ТА СС);
- 11-я танковая армия СС (11 ТА СС).